# Pierre de Berthier

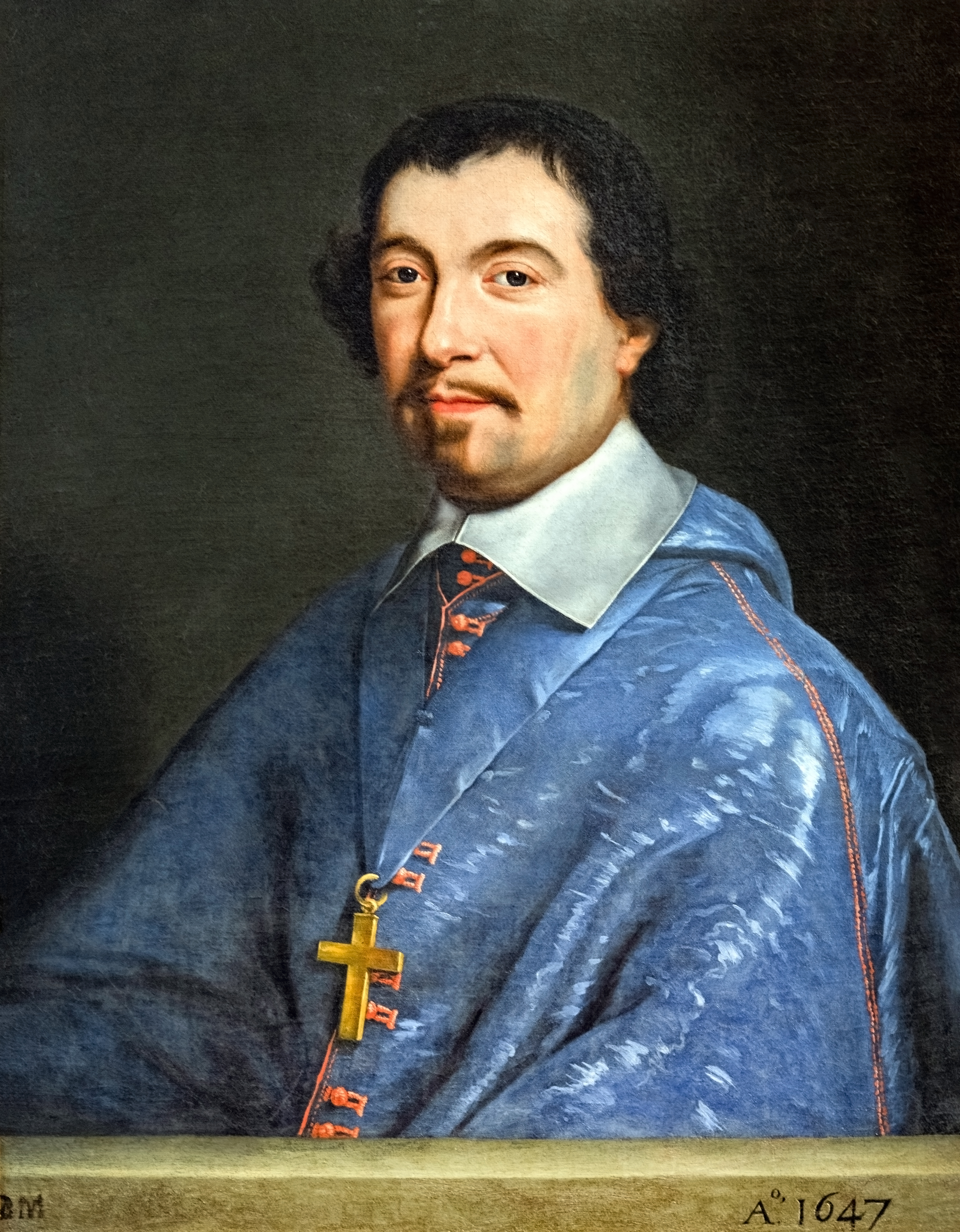
Portret door Philippe de Champaigne (Musée Ingres Bourdelle, Montauban)

Pierre de Bert(h)ier (Toulouse, 13 januari 1606 - 28 juni 1674), ook Pierre III als derde bisschop met die naam, was een rooms-katholiek priester en bisschop van Montauban tussen 1652 en 1674.

## Levensloop
De Berthier was een neef van Jean-Ludovic Berthier, bisschop van Rieux. In 1636 werd hij benoemd tot hulpbisschop van Montauban met recht van opvolging en tot titulair bisschop van Utica. Dit gebeurde op voordracht van koning Lodewijk XIII van Frankrijk. Toch duurde het nog twee jaar voor de paus zijn aanstelling bevestigde. Vanaf 1639 verving hij bisschop Anne Carron de Murviel grotendeels, omdat die zich niet opgewassen zag tegen zijn taak.
Na de dood van de Murviel in 1652 volgde hij hem op. Montauban was een protestants bolwerk en was pas in 1629 terug onder katholiek gezag gekomen toen de stad zich moest overgeven aan een leger van de koning. De Berthier stichtte een priesterseminarie, eerst in het katholiek gebleven Montech, daarna verplaatst naar Montauban zelf. Hij schreef een nieuwe Franse vertaling van het Nieuwe Testament die hij naar verluidt op 100.000 exemplaren liet verspreiden in zijn bisdom. Hij liet de protestantse kerk van Montauban (Temple Neuf) afbreken en liet een nieuw indrukwekkend bisschoppelijk paleis bouwen aan de oevers van de Tarn. Ook bestelde hij een nieuwe orgel voor de kathedraal Saint-Jacques. Hij blies de cultus van de heilige Theodardus, de patroonheilige van het bisdom voor de reformatie, nieuw leven in. Hij verzamelde de vermeende beenderen van de heilige in een nieuw reliekschrijn. Hij was niet enkel de drijvende kracht van de contrareformatie in zijn bisdom, hij was ook een bestrijder van het jansenisme. De Berthier werd in zijn werk bijgestaan door Henry Le Bret (1618 - 1710), de proost van de kathedraal, die een pleitbezorger was van gedwongen bekeringen van protestanten naar het katholicisme.
De Berthier stond bekend als een begenadigd redenaar en bij de kroning van koning Lodewijk XIV in Reims in 1654 gaf hij een rede. 
De Berthier stierf op 66-jarige leeftijd bij een ongeval met zijn koets. Hij werd opgevolgd door bisschop Jean-Baptiste-Michel Colbert de Saint-Pouange.